# Bill Nighy
William Francis Nighy (Caterham, Surrey, 12. prosinca 1949.), britanski glumac.
Majka Catherine bila mu je psihijatrijska medicinska sestra, a otac Alfred mehaničar i vlasnik automehaničarske radionice. Ima starijeg brata Martina i stariju sestru Annu. Nakon što je završio glumačku školu, 1975. godine debitira na filmskim ekranima. U početku filmske karijere potpisivan je kao William Nighy.
U seriji "Doviđenja, srce" glumio je pokvarenog političara, a za ulogu u komediji "Zapravo ljubav" osvojio je nagradu BAFTA-e u kategoriji najboljeg sporednog glumca. Svoju drugu BAFTA nagradu osvojio je 2004. godine. 
Od glumačkih ostvarenja, treba napomenuti i ulogu vampira Victora u filmovima Underworld, Underworld: Evolution i Underworld: Rise of the Lycans, te zloglasnog Davyja Jonesa u drugom i trećem dijelu serijala Pirati s Kariba. Glumio je i ministra magije Rufusa Scrimgeoura u filmovima Harry Potter i Princ miješane krvi (2005.) i Harry Potter i Darovi smrti 1. dio (2010.).
Nije oženjen, ali mu je dugogodišnja partnerica glumica Diana Quick, s kojom ima kćer Mary rođenu 1984. godine. Dianu je jednom zaprosio, no ona mu je odgovorila da je to više nikad ne pita. Ipak u službenim prigodama zove je svojom ženom "jer bi sve ostalo bilo preteško".[nedostaje izvor]
Boluje od Dupruyenovog stezanja, nasljedne bolesti čija je posljedica to da su prstenjak i mali prst na obje ruke trajno okrenuti prema dlanu.